# لوتز آلتپوست
لوتز آلتپوست (انگلیسی: Lutz Altepost؛ زادهٔ ۶ اکتبر ۱۹۸۱) قایقران کایاک، و قایقران کانو اهل آلمان است.